# La linea del male
La linea del male (titolo originale Ont blod) è un romanzo giallo dello scrittore svedese Arne Dahl (pseudonimo di Jan Lennart Arnald) pubblicato in Svezia nel 1998.
È il secondo romanzo dello scrittore svedese pubblicato sotto il suo pseudonimo, secondo libro della serie del "Gruppo A". Sia in Svezia, sia in Italia è stato pubblicato precedentemente al primo libro della serie, nonostante sia stato scritto successivamente.
La prima edizione del romanzo è stata pubblicata nell'anno 2006 da Marsilio.

## Trama
Lars-Erik Hassel, cittadino svedese, viene brutalmente assassinato in uno sgabuzzino dell'aeroporto di New York. Una volta rinvenuto il cadavere, per l'FBI è subito evidente che l'uomo sia caduto vittima dello spietato Killer del Kentucky, ormai inattivo da anni. Il "Gruppo A", sezione speciale della polizia di Stoccolma, viene prontamente avvertito dall'FBI che il killer potrebbe essere salito su un aereo diretto all'aeroporto di Arlanda. Purtroppo Paul Hjelm e la sua squadra non riescono ad intercettare l'uomo, il quale, arrivato in territorio svedese, ricomincia subito ad uccidere.

## Edizioni
- Arne Dahl, La linea del male, traduzione di Carmen Giorgetti Cima, Marsilio, 2006. ISBN 88-317-9082-X.
- Arne Dahl, La linea del male, traduzione di Carmen Giorgetti Cima, Marsilio, 2013. ISBN 978-88-317-1771-7.